# Дю Ри, Лаура
Лаура Анне дю Ри ван Бест Холле (нидерл. Laura Anne du Ry van Beest Holle; родилась 13 августа 1992 года в Амстердаме) — нидерландская футболистка, игравшая на позиции вратаря. Начинала игровую карьеру в составе клуба АДО Ден Хааг. В 2011 году перешла в бельгийский «Стандард», с которым выиграла Суперкубок БеНе. Затем выступала за нидерландский «Зволле» и «Аякс». Провела 15 матчей в составе молодёжной сборной Нидерландов.

## Клубная карьера
Дю Ри начала футбольную карьеру в клубе «Спортинг Мартинюс», где играла в течение восьми лет. С 2006 по 2008 год она выступала за спортивный клуб «Бёйтенвелдерт», из одноимённого амстердамского района. Перед тем, как перейти в АДО Ден Хааг, Лаура два года играла за клуб «Тер Леде» из Сассенхейма.
Летом 2009 года дю Ри подписала с АДО Ден Хааг предварительный контракт. Первоначально она рассматривалась как дублёр Петры Дюгардейн, но в середине сезона 2010/11 Дюгардейн была вынуждена завершить карьеру, таким образом у Лаура появился шанс стать основным вратарём в клубе.

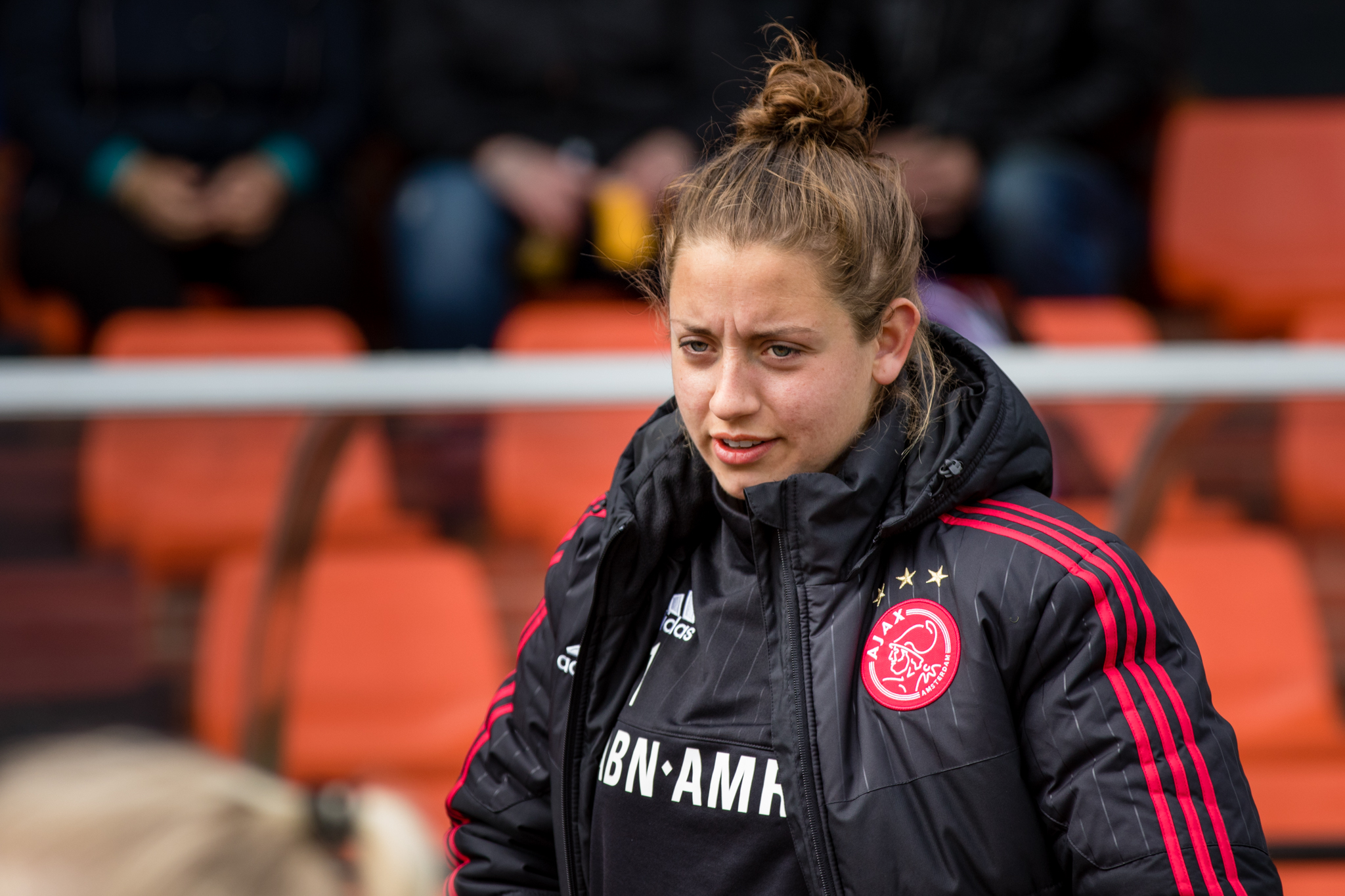
Дю Ри в 2016 году с составе «Аякса»

Её дебют в Эредивизи состоялся 24 января 2011 года, в домашнем матче 11-го тура против «Утрехта». В восьми встречах чемпионата Лаура пропустила 10 голов.
В июле 2011 года Лаура перешла в бельгийский «Стандард». В начале сезона с клубом она выиграла Суперкубок БеНе, а в сентябре дебютировала в Лиге чемпионов УЕФА.
Дю Ри сыграла только в девяти из 12 матчей чемпионата первого круга, причём дважды, сначала в гостевой игре против «Брюгге», а затем и в домашнем против «Берсхот», она удалялась с поля. В декабре Лаура вернулась в Нидерланды, заключив контракт с клубом «Зволле».
Отыграв сезон в «Зволле», Лаура летом 2012 года вновь сменила команду, перейдя в недавно сформированный амстердамский «Аякс». 
В 2016 году находилась на сборе французского «Олимпик Лион», но из-за повторного разрыва связок голеностопа выбыла на несколько недель. Летом 2017 году перешла в американский клуб «Флорида Галф Кост Датч Лайонс».

## Сборная Нидерландов
В возрасте 16 лет Лаура впервые получила вызов в сборную Нидерландов до 17 лет. Она дебютировала 20 октября 2008 года в матче со сверстницами из Турции, который завершился победой Нидерландов со счётом 0:4.
С 2010 года выступала за молодёжную сборную Нидерландов, сыграла 15 матчей, в которых пропустила 11 мячей. Участница Чемпионата Европы 2011 года в Италии.

## Достижения
«Стандард»
- Обладательница Суперкубка БеНе[нидерл.]: 2011

## Статистика выступлений

### Клубная карьера
| Клуб             | Сезон            | Лига | Лига | Кубок | Кубок | Суперкубок | Суперкубок | Европейские кубки | Европейские кубки | Итого | Итого |
| Клуб             | Сезон            | Игры | Голы | Игры  | Голы  | Игры       | Голы       | Игры              | Голы              | Игры  | Голы  |
| ---------------- | ---------------- | ---- | ---- | ----- | ----- | ---------- | ---------- | ----------------- | ----------------- | ----- | ----- |
| АДО Ден Хааг     | 2010/11          | 8    | –10  | 0     | 0     | —          | —          | —                 | —                 | 8     | –10   |
| АДО Ден Хааг     | Итого            | 8    | –10  | 0     | 0     | —          | —          | —                 | —                 | 8     | –10   |
| Стандард         | 2011             | 9    | –?   | 0     | 0     | 1          | –1         | 2                 | –5                | 12    | –6    |
| Стандард         | Итого            | 9    | –?   | 0     | 0     | 1          | –1         | 2                 | –5                | 12    | –6    |
| Зволле           | 2011/12          | 7    | –11  | 0     | 0     | —          | —          | —                 | —                 | 7     | –11   |
| Зволле           | Итого            | 7    | –11  | 0     | 0     | —          | —          | —                 | —                 | 7     | –11   |
| Аякс             | 2012/13          | 22   | –25  | 0     | 0     | —          | —          | —                 | —                 | 22    | –25   |
| Аякс             | 2013/14          | 1    | –1   | 0     | 0     | —          | —          | —                 | —                 | 1     | –1    |
| Аякс             | 2014/15          | 11   | –7   | 0     | 0     | —          | —          | —                 | —                 | 11    | –7    |
| Аякс             | 2015/16          | 7    | –2   | 0     | 0     | —          | —          | —                 | —                 | 7     | –2    |
| Аякс             | Итого            | 41   | –35  | 0     | 0     |            |            |                   |                   | 41    | –35   |
| Всего за карьеру | Всего за карьеру | 65   | –56  | 0     | 0     | 1          | –1         | 2                 | –5                | 68    | –62   |

### Международная статистика
| Матчи дю Ри за юношескую сборную Нидерландов | Матчи дю Ри за юношескую сборную Нидерландов | Матчи дю Ри за юношескую сборную Нидерландов | Матчи дю Ри за юношескую сборную Нидерландов | Матчи дю Ри за юношескую сборную Нидерландов | Матчи дю Ри за юношескую сборную Нидерландов | Матчи дю Ри за юношескую сборную Нидерландов |
| -------------------------------------------- | -------------------------------------------- | -------------------------------------------- | -------------------------------------------- | -------------------------------------------- | -------------------------------------------- | -------------------------------------------- |
| Дата                                         | Место проведения                             | Оппонент                                     | Счёт                                         | Пропущено                                    | Соревнование                                 |                                              |
| 20 октября 2008                              | Турция                                       | Турция                                       | 0:4                                          | —                                            | Отборочный турнир ЧЕ—2009                    |                                              |

Итого: 1 матч / 0 голов; 1 победа, 0 ничьих, 0 поражений.
| Матчи дю Ри за молодёжную сборную Нидерландов | Матчи дю Ри за молодёжную сборную Нидерландов | Матчи дю Ри за молодёжную сборную Нидерландов | Матчи дю Ри за молодёжную сборную Нидерландов | Матчи дю Ри за молодёжную сборную Нидерландов | Матчи дю Ри за молодёжную сборную Нидерландов | Матчи дю Ри за молодёжную сборную Нидерландов |
| --------------------------------------------- | --------------------------------------------- | --------------------------------------------- | --------------------------------------------- | --------------------------------------------- | --------------------------------------------- | --------------------------------------------- |
| Дата                                          | Место проведения                              | Оппонент                                      | Счёт                                          | Пропущено                                     | Соревнование                                  |                                               |
| 5 марта 2010                                  | Ла-Манга                                      | Италия                                        | 0:1                                           | —                                             | Товарищеский матч                             |                                               |
| 11 сентября 2010                              | Сарпсборг                                     | Фарерские острова                             | 9:1                                           | 1                                             | Отборочный турнир ЧЕ—2011                     |                                               |
| 13 сентября 2010                              | Сарпсборг                                     | Белоруссия                                    | 0:9                                           | —                                             | Отборочный турнир ЧЕ—2011                     |                                               |
| 16 сентября 2010                              | Меллёс                                        | Норвегия                                      | 1:1                                           | 1                                             | Отборочный турнир ЧЕ—2011                     |                                               |
| 24 ноября 2010                                | Нюнспет                                       | Россия                                        | 1:0                                           | —                                             | Отборочный турнир ЧЕ—2011                     |                                               |
| 13 февраля 2011                               | Лондерзел                                     | Бельгия                                       | 0:1                                           | —                                             | Товарищеский матч                             |                                               |
| 23 февраля 2011                               | Неттеталь                                     | Германия                                      | 2:0                                           | 2                                             | Товарищеский матч                             |                                               |
| 6 марта 2011                                  | Ла-Манга                                      | Швейцария                                     | 1:2                                           | 1                                             | Товарищеский матч                             |                                               |
| 31 марта 2011                                 | Оденсе                                        | Литва                                         | 11:0                                          | —                                             | Отборочный турнир ЧЕ—2011                     |                                               |
| 2 апреля 2011                                 | Оденсе                                        | Дания                                         | 0:3                                           | —                                             | Отборочный турнир ЧЕ—2011                     |                                               |
| 5 апреля 2011                                 | Вайле                                         | Франция                                       | 0:1                                           | 1                                             | Отборочный турнир ЧЕ—2011                     |                                               |
| 15 мая 2011                                   | Ла-Манга                                      | Иордания                                      | 9:0                                           | —                                             | Товарищеский матч                             |                                               |
| 30 мая 2011                                   | Форли                                         | Испания                                       | 1:1                                           | 1                                             | Чемпионат Европы 2011                         |                                               |
| 2 июня 2011                                   | Имола                                         | Норвегия                                      | 3:0                                           | 3                                             | Чемпионат Европы 2011                         |                                               |
| 5 июня 2011                                   | Имола                                         | Германия                                      | 1:2                                           | 2                                             | Чемпионат Европы 2011                         |                                               |

Итого: 15 матчей / 12 голов; 9 побед, 2 ничьих, 4 поражения.